# 林玉婷
林玉婷（英語：Elsa Lim；1979年—），新加坡歌手。1998年發行首張個人專輯《拒絕不了》，曾提名第五屆新加坡金曲獎「最佳新人獎」。新加坡音樂創作人林倛玉（原名林毅心）是她的哥哥。現已結婚退出樂壇。
林玉婷曾经演唱新加坡官方千禧年主题曲“Moments of Magic”（千禧光辉），亦為中文版〈分享这一刻〉獨唱者，并与另外两位新加坡本地歌手范文芳和蔡健雅一同參與英文版MV的演出。这首官方千禧年主题曲的中英文两个版本以CD光碟的形式在新加坡发行。
她曾经与新加坡导演邱金海合作拍摄MV。

## 專輯
| 1. 摆脱 2. 拒绝不了 3. 堕落的承诺 4. 不说 5. 就是走了 6. 放爱放假去 7. 一点点 8. 错就错 9. 唔…喔…耶… 10. 没有遗憾 11. 爱情早餐 12. 相信（1998年新加坡电视剧《家人有约》主题曲） | \| \| 新痴情世代终于找到一个渴望， 恼人的杂音从此暂停，绝望的年代， 拒绝不了林玉婷。 十二首歌一一检验你的情真。 \| \| ——《拒絕不了》專輯簡介 \| \| 發行公司：滾石唱片 |
| | 新痴情世代终于找到一个渴望， 恼人的杂音从此暂停，绝望的年代， 拒绝不了林玉婷。 十二首歌一一检验你的情真。                                                             |
| ——《拒絕不了》專輯簡介 | |

| 1. Moments of Magic (song) 2. Moments of Magic (MTV) 3. Moments of Magic (instrumental version) 4. Moments of Magic (karaoke version) | 新加坡官方千禧年主題曲 委 託：新加坡新闻及艺术部千禧年2000协调委员会 音樂創作：林智强（Ken Lim） 音樂伴奏：新加坡交響樂團 MV導演：邱金海（Eric Khoo） |

## 單曲
- 〈分享这一刻〉（“Moments of Magic” 中文版）
- 〈快乐每一天〉 - Edmund & Elsa 林玉婷[1]

## 外部連結
- 林玉婷 Facebook
- Elsa-林玉婷 Facebook Group